# 库尔特·黑尔比希
库尔特·黑尔比希（德語：Kurt Helbig，1901年6月28日—1975年1月30日），德国男子举重运动员。他曾代表德国参加1928年夏季奥林匹克运动会举重比赛，获得男子67.5公斤级金牌。